# Gentioux-Pigerolles
 Gentioux-Pigerolles  es una comuna (municipio) de Francia, en la región de Lemosín, departamento de Creuse, en el distrito de Aubusson. Es la cabecera del cantón de su nombre, pero no la mayor población del mismo, pues la supera Faux-la-Montagne.
Su población en el censo de 1999 era de 389 habitantes, de ellos 79 en la  commune associé de Pigerolles. La superficie de la comuna es de 79,29 km², la mayor del departamento. Se densidad de población es de sólo 4,9 hab./km².
Está integrada en la Communauté de communes du Plateau de Gentioux .

## Demografía
| 634 | 535 | 419 | 371 | 367 | 389 |
| Para los censos de 1962 a 1999 la población legal corresponde a la población sin duplicidades (Fuente: INSEE [Consultar]) |     |     |     |     |     |